# Cyclosa caligata
Cyclosa caligata là một loài nhện trong họ Araneidae.
Loài này thuộc chi Cyclosa. Cyclosa caligata được Tord Tamerlan Teodor Thorell miêu tả năm 1890.